# Trans-neptunske objekter
Trans-neptunske objekter (TNOs) er ydre objekter i vores solsystem som alle kredser omkring solen. De er alle i kredsløb uden for planeten Neptun i Kuiperbæltet og Oortskyen.
Indtil 2004 har man opdaget næsten 10.000 trans-neptunske objekter, hvoraf de største er Eris, Pluto, Charon (Plutos 'måne'), Makemake, Haumea, Sedna, Orcus og Quaoar. De fire af dem er klassificeret som dværgplaneter, mens tre af dem er kandidater.

## Eksterne links
- Lister over Trans-neptunske objekter udarbejdet af Harvard-Smithsonian Center for Astrophysics